# Herb gminy Bałtów
Herb gminy Bałtów – jeden z symboli gminy Bałtów, autorstwa Henryka Seroki i Pawła Dudzińskiego, ustanowiony 11 listopada 2012.

## Wygląd i symbolika
Herb przedstawia na tarczy przedstawia w polu błękitnym smoka kroczącego, złotego. Smok nawiązuje do miejscowej legendy o żmiju czy też smoku. Legenda ta została zapewne zainspirowana odnajdywanymi na terenie gminy tropami dinozaurów. Figura smoka, będąca najbliższym heraldycznym przedstawieniem dinozaura, nawiązuje zatem do największej atrakcji turystycznej gminy, jaką jest JuraPark Bałtów.